# Nhà diện 2/IV
Nhà diện 2/IV (thường đọc là hai trên bốn) theo định nghĩa của Chính phủ Việt Nam là "mọi loại nhà cửa, đất đai trước ngày Giải phóng do chính quyền Mỹ ngụy quản lý hoặc dành cho những tổ chức hay cá nhân, thuộc ngụy quân ngụy quyền và các tổ chức đảng phái phản động sử dụng, nay đều là tài sản công cộng, do Nhà nước trực tiếp quản lý". Nhà diện 2/IV nằm trong điểm 2 của mục IV của quyết định số 111/CP về việc ban hành chính sách quản lý và cải tạo xã hội chủ nghĩa đối với nhà, đất cho thuê ở các đô thị các tỉnh phía Nam, có hiệu lực từ ngày 14 tháng 4 năm 1977 và hết hiệu lực vào ngày 19 tháng 12 năm 1980.

## Pháp lý

### Quyết định số 111/CP
Sau sự kiện 30 tháng 4 năm 1975, phiên họp Hội đồng Chính phủ Việt Nam ngày 25 tháng 2 năm 1977 đã thông qua Quyết định số 111/CP về việc ban hành chính sách quản lý và cải tạo xã hội chủ nghĩa đối với nhà, đất cho thuê ở các đô thị các tỉnh phía Nam do Chủ tịch Hội đồng Chính phủ Phạm Hùng ký theo đề nghị của Bộ trưởng Bộ Xây dựng và của Trưởng ban Cải tạo Công thương nghiệp tư doanh Trung ương.
Quyết định này là một trong "chế định pháp luật", có ngày ban hành là 14/04/1977; ngày có hiệu lực là ngày 14 tháng 04 năm 1977 và hết hiệu lực vào ngày 19 tháng 12 năm 1980. Đề mục văn bản tên gọi sau đó được thay đổi cùng với nội dung điều 2 bởi Quyết định Số 305/CP.
Mục IV. Trích nguyên văn:
1. Mọi loại nhà cửa, đất đai trước ngày Giải phóng do chính quyền Mỹ ngụy quản lý hoặc dành cho những tổ chức hay cá nhân, thuộc ngụy quân ngụy quyền và các tổ chức đảng phái phản động sử dụng, nay đều là tài sản công cộng, do Nhà nước trực tiếp quản lý.
2. Nhà cửa, đất đai của những người sau đây đều do Nhà nước trực tiếp quản lý:
  - Sĩ quan ngụy quân cấp từ thiếu tá trở lên.
  - Sĩ quan cảnh sát từ cấp trung uý trở lên.
  - Cán bộ thuộc bộ máy cai trị của ngụy quyền đã giữ chức vụ, từ Chủ sự phòng cơ quan Trung ương, Ty phó, Quận phó trở lên.
  - Các phần tử ác ôn, mật vụ, tình báo, chiêu hồi cố tình phản cách mạng.
3. Những người có nhà cho thuê và nhà thuộc diện Nhà nước trực tiếp quản lý, tuỳ theo chức vụ cấp bậc, quá trình hoạt động dưới thời Mỹ ngụy và thái độ chính trị hiện nay của đối tượng có hình thức xử lý đích đáng; không bồi hoàn, bồi hoàn tượng trưng, bồi hoàn một phần tuỳ theo quan hệ ngoại giao giữa nước ta với nước hữu quan nếu là nhà thuộc quyền sở hữu của Nhà nước hữu quan, và tuỳ theo tính chất kinh doanh bóc lột của ngoại kiều nếu là nhà thuộc quyền sở hữu của ngoại kiều.

### Quyết định số 305/CP
Quyết định bổ sung chính sách quản lý và cải tạo XHCN đối với nhà, đất ở đô thị các tỉnh miền Nam số 305/CP ngày 17 tháng 11 năm 1977
Điều 2: Bãi bỏ các điều quy định trong điểm 2 mục IV của văn bản chính sách ban hành kèm theo QĐ 111/CP và thay thế bằng đoạn sau đây:
"Đối với nhà cửa đất đai, của những người sau đây:
- Sĩ quan quân đội Mỹ ngụy ở cấp thiếu tá trở lên,
- Sĩ quan cảnh sát Mỹ ngụy từ cấp trung uý trở lên,
- Những người làm việc trong bộ máy cai trị của chính quyền Mỹ ngụy đã giữ chức vụ từ Chủ sự phòng trở lên ở cơ quan trung ương, từ Ty phó, Quận phó trở lên ở các cơ quan địa phương,
- Các phần tử ác ôn, mật vụ tình báo, chiêu hồi cố tình phản cách mạng,
- Những người tham gia các tổ chức đảng phái phản động đã giữ chức vụ lãnh đạo từ cấp huyện, quận trở lên thì tuỳ theo thái độ chính trị trước và hiện nay, tuỳ theo tội ác đối với nhân dân nhiều hay ít và tuỳ theo nguồn gốc giá trị sử dụng nhà cửa đất đai của họ mà Nhà nước tịch thu, trưng thu, trưng dụng, trưng mua hoặc để cho họ sử dụng.
- Đối với những người khác không thuộc diện Nhà nước xử lý nhà đất của họ nhưng vì thái độ chính trị của họ phản động, có nhiều nợ máu với nhân dân, quần chúng căm ghét, yêu cầu xử lý thì căn cứ vào chính sách chung và quyết định.

## Cơ sở lý luận
Các biện pháp chuyên chính vô sản nhằm tước đoạt tư liệu sản xuất, cải tạo xã hội chủ nghĩa và gộp diện 2/IV vào chính sách đối với công thương nghiệp tư bản tư doanh ở miền Nam có nguồn gốc từ các quan điểm của chủ nghĩa Marx - Lenin theo cách vận dụng của các nhà lãnh đạo chính trị đương thời. Theo Karl Marx, nhà cửa là tư liệu sinh hoạt không phải là tư liệu sản xuất vì thế không phải là đối tượng tước đoạt của cách mạng ngoại trừ các hình thức bóc lột qua cho thuê bất động sản hoặc đất đai để thu tô vì vậy chưa thấy có cơ sở triết học vững chắc trong chính sách diện nhà 2/IV. Tuy nhiên, có một sự liên kết chính trị giữa cải tạo xã hội chủ nghĩa với tài sản, nhà cửa của gia đình viên chức chế độ cũ đang học tập trong các trại cải tạo theo kiểu suy diễn đây là nguồn lực và chỗ dựa cho giai cấp phản cách mạng cần thu hồi, xóa bỏ để tạo ra công bằng trong quá trình giải phóng dân tộc giữa những gia đình kháng chiến và diện 2/IV và làm giảm sự suy bì tỵ nạnh giữa các tầng lớp trong xã hội nhất là những người có công đồng thời có thêm nguồn lực để cải thiện cũng như bù đắp cho các cán bộ lão thành cách mạng.
Không thấy căn cứ cụ thể vào các điều khoản của hiến pháp mà chỉ căn cứ vào chính sách đối với công thương nghiệp tư bản tư doanh ở miền Nam và để tăng cường quản lý nhà đất cùng đẩy mạnh cải tạo xã hội chủ nghĩa đối với công thương nghiệp tư nhân ở các tỉnh phía Nam cũng như tài sản, tư liệu sinh hoạt, tài sản thừa kế của một bộ phận công dân. Thậm chí theo Hiến pháp nước Việt Nam Dân chủ Cộng hòa do quốc hội ban hành ngày 31 tháng 12 năm 1959 có hiệu lực từ ngày 1 tháng 01 năm 1960 hết lực vào ngày 19 tháng 12 năm 1980 thì:
- Điều 11: Ở nước Việt Nam dân chủ cộng hòa trong thời kỳ quá độ, các hình thức sở hữu chủ yếu về tư liệu sản xuất hiện nay là: hình thức sở hữu của Nhà nước tức là của toàn dân, hình thức sở hữu của hợp tác xã tức là hình thức sở hữu tập thể của nhân dân lao động, hình thức sở hữu của người lao động riêng lẻ, và hình thức sở hữu của nhà tư sản dân tộc.
- Điều 16: Nhà nước chiếu theo pháp luật bảo hộ quyền sở hữu về tư liệu sản xuất và của cải khác của nhà tư sản dân tộc.
- Điều 18: Nhà nước bảo hộ quyền sở hữu của công dân về của cải thu nhập hợp pháp, của cải để dành, nhà ở và các thứ vật dụng riêng khác.
- Điều 19: Nhà nước chiếu theo pháp luật bảo hộ quyền thừa kế tài sản tư hữu của công dân.

Như vậy trong thời gian từ đầu năm 1960 đến cuối năm 1980 ở miền bắc và sau đó là cả nước Nhà nước Việt Nam Dân chủ Cộng hòa và Nhà nước Cộng hòa Xã hội Chủ nghĩa Việt Nam bảo hộ theo Hiến pháp quyền tư hữu đất đai, nhà ở của cá nhân kể cả của giai cấp tư sản dân tộc trong đó có nhà diện 2/IV.
Việc quản lý và cải tạo xã hội chủ nghĩa đối với nhà, đất cho thuê ở các đô thị, các tỉnh phía Nam của Chính phủ nước Cộng Hoà Xã hội Chủ nghĩa Việt Nam nhằm:
- Xoá bỏ kinh doanh bóc lột về nhà đất; thực hiện thống nhất quản lý của Nhà nước về nhà đất ở đô thị.
- Cải tạo đến đâu, quản lý tốt đến đó, đồng thời tiến hành quy hoạch, bố trí, sắp xếp điều chỉnh lại những khu vực sản xuất, khu vực hành chính, sự nghiệp, khu vực ở và các cơ sở phúc lợi công cộng... sao cho công bằng; hợp lý và có lợi nhất, trên tinh thần tận dụng cơ sở sẵn có, kết hợp với xây dựng mới; từng bước giải quyết chỗ làm việc cho cơ quan Nhà nước và chỗ ở cho công nhân, nhân viên và nhân dân lao động chưa có chỗ ở hoặc ở quá chật, cải thiện từng bước điều kiện nhà ở của nhân dân góp phần ổn định và phát triển sản xuất.
- Tăng cường việc bảo quản, sửa chữa nhà cửa và từng bước cải tạo và xây dựng thành thị theo hướng xã hội chủ nghĩa.[3]

Các gia đình thuộc diện 2/IV còn chịu các hình thức trừng phạt bổ sung về kinh tế, chính trị khác như đưa đi kinh tế mới, về nông thôn, hạn chế học tập đại học, cao đẳng, trung cấp chuyên nghiệp bằng cách xếp con cái các diện này vào đối tượng 13 hoặc đối tượng 14, họ còn phải chịu các hạn chế về mặt chính trị.

## Quản lý

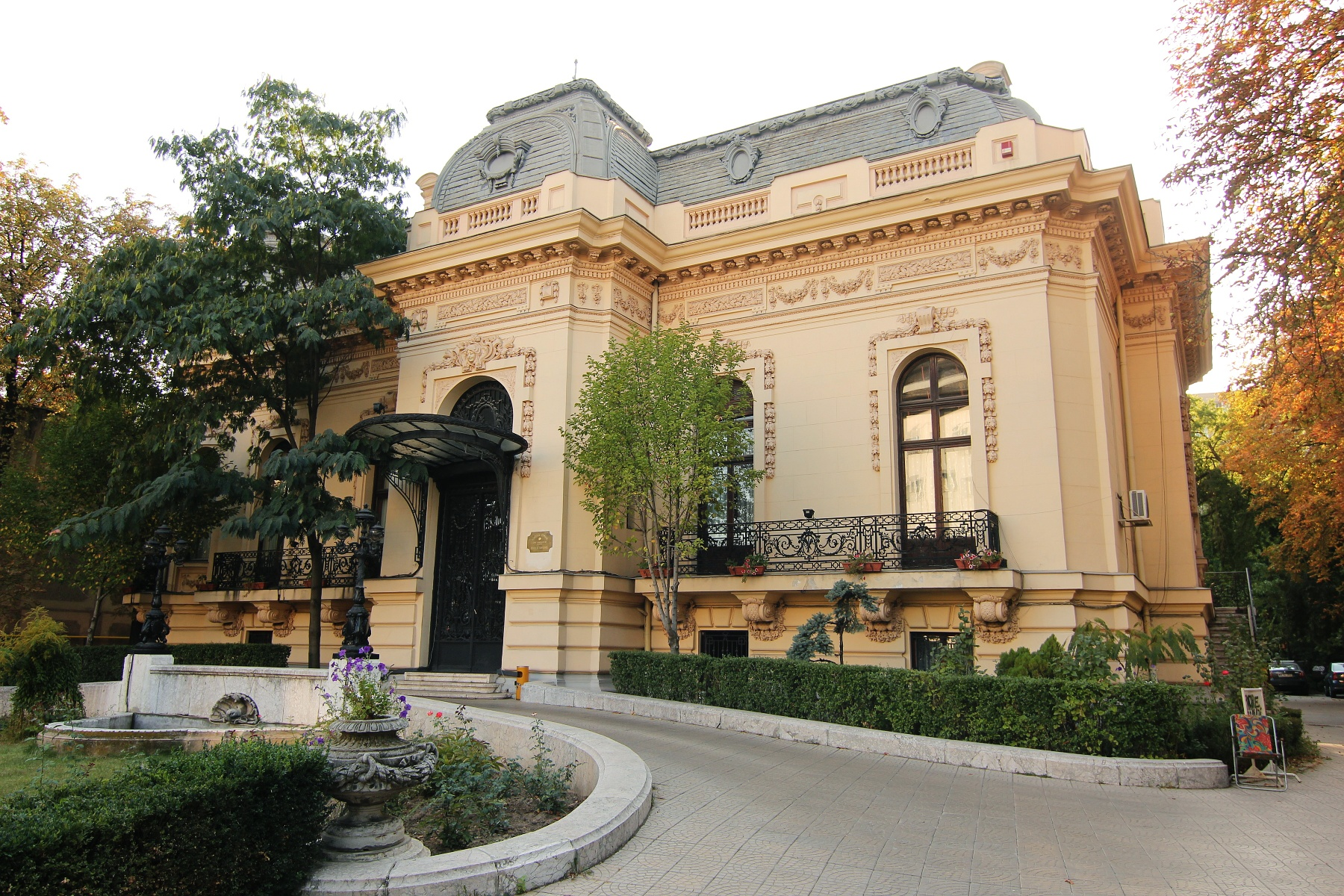
Một số nhà diện 2/IV do nhà nước quản lý là biệt thự

Văn bản quản lý được xem là có giá trị pháp lý để áp dụng biện pháp chuyên chính với đối tượng 2/IV theo nghị quyết 755/ NQ 2005 bao gồm các quyết định, thông báo, công văn, văn bản kê biên, kiểm kê, danh sách kiểm kê và các giấy tờ khác liên quan đến việc quản lý, bố trí sử dụng nhà đất. Tuỳ từng căn nhà, đối tượng, địa phương mà có nhiều hình thức thực hiện biện pháp chuyên chính.
Ủy ban hành chính, Ủy ban quân quản, Ủy ban nhân dân cách mạng, Ủy ban nhân dân, cơ quan quản lý nhà nước các cấp, tổ chức chính trị, tổ chức kinh tế nhà nước, tổ chức xã hội thực hiện quản lý nhà diện 2/IV. Tuỳ theo hình thức văn bản quản lý mà có thể có các nội dung như tịch thu, trưng thu toàn bộ, một phần hoặc trưng thu toàn bộ có bố trí chỗ khác, trưng mua, mượn có thể có chỉ một văn bản xử lý có thể một căn nhà có nhiều văn bản xử lý vào nhiều lần khác nhau nhiều cấp khác nhau theo nguyên tắc nhanh gọn, không gây xáo trộn bằng cách sử dụng bạo lực cách mạng được chuẩn bị chu đáo, bí mật, thực hiện bất ngờ.
Nhà cải tạo diện 2/IV chuyển sang nhà nước quản lý nhập chung với nhà sở hữu nhà nước và hóa giá theo quyết định 61/CP có số lượng lớn nhưng không được công bố nhưng số nhà này ở trong số nhà sở hữu nhà nước ở thành phố Hồ Chí Minh được xác lập sau chiến tranh mà số lượng lên đến cả 100.000 căn nhà xưởng trong đó có 34.000 căn hộ.
Tổ chức được giao nhiệm vụ thực hiện là Ban cải tạo Công thương nghiệp tư doanh Trung ương, Bộ Xây dựng, Bộ Công an, Ủy ban nhân dân các cấp. thông qua biện pháp hành chính trong khi chủ sở hữu diện 2/IV đang học tập cải tạo. Việc tổ chức thực hiện Nhà nước quản lý trực tiếp nhà diện 2/IV nhanh chóng đồng loạt ở tất cả các độ thị miền nam. Do diện 2/IV không phải trường hợp nào cũng rõ ràng và cách thực hiện quản lý nhà nước vào thời gian bằng biện pháp hành chính thông qua hình thức tước đoạt hoặc trưng thu, trưng mua, Nhà nước hoặc tổ chức, cơ quan cán bộ mượn, ở thuê từ các quyết định của chính quyền địa phương theo cách hiểu của cán bộ địa phương về các khái niệm "ác ôn", "tội ác", "thái độ chính trị ", "có nhiều nợ máu với nhân dân" hoặc "quần chúng căm ghét, yêu cầu xử lý" mà các địa phương có các cách xử lý cho những trường hợp cụ thể khác nhau do cách đánh giá cụ thể các khái niệm chính trị khác nhau, thường các đô thị lớn ở miền nam Việt Nam nơi có đông diện 2/IV và có nhiều đối tượng có chức vụ cao thì cách nhìn nhận vấn đề khác với các địa phương nhỏ chỉ có ít đối tượng có các chức vụ cao trong chế độ Việt Nam Cộng Hòa. Chưa kể việc xem xét nguồn gốc giá trị sử dụng nhà cửa đất đai của các đối tượng diện 2/IV mà quyết định 111/CP đề ra cũng tạo ra nhiều cách xử lý khác nhau vì nguồn gốc bất động sản ở miền nam do diện 2/IV đứng tên rất phong phú. Trước đây do hoàn cảnh chiến tranh và tập quán cùng quan hệ thân thuộc việc đứng tên nhà đất trong các gia đình không nói lên sở hữu thật sự cũng như nguồn gốc tạo lập tài sản. Nhiều nhà đất là tài sản quý giá nhất của các cá nhân, dòng họ, có khi tạo lập qua nhiều đời, có tính chất thiêng liêng, có yếu tố tình cảm và tâm linh nhưng lại đứng tên của cá nhân của các đối tượng diện 2/IV. Trong đó có nhiều gia đình có con em phục vụ cho cả hai chế độ, có gia đình tài sản là thừa kế của gia đình liệt sĩ cách mạng, có gia đình tài sản nhà đất tạo lập từ nguồn gốc của bên vợ nhưng chồng diện 2/IV đứng tên. Việc xem xét nguồn gốc tài sản lại không có chủ sở hữu vì đang học tập, cũng không có sự tham gia của gia đình đương sự mà qua hội đồng cải tạo địa phương trong thời gian hạn định của chiến dịch đã tạo ra nhiều cách xử lý khác nhau cho những diện giống nhau.
Sau ngày giải phóng miền Bắc 1954 và thống nhất đất nước 1975, Nhà nước Việt Nam đã ban hành các chính sách cải tạo về nhà đất tại các thành phố, thị xã. Với kết quả đạt đựợc sau khi thực hiện các chính sách nói trên, chính phủ Việt Nam đã thực hiện quản lý toàn bộ nhà cửa thuộc diện cải tạo và đã bố trí làm trụ sở cơ quan hoặc làm nhà ở cho cán bộ công chức, thường là cán bộ mới vào tiếp quản. Các dạng nhà biệt thự hoặc mặt tiền khu trung tâm thường bố trí cho cán bộ quan trọng. Từ lúc ban hành 14 tháng 04 năm 1977 đến ngày 01 tháng 07 năm 2004 thì kết thúc xác nhận (để tịch thu). Theo theo nghị quyết 23/2003/QH11 ngày 26 tháng 11 năm 2003 của Quốc hội khóa XI của Quốc hội, đối với loại nhà diện 2/IV mà Nhà nước không có văn bản quản lý, không có bố trí sử dụng thì xem xét công nhận chủ quyền tư nhân cho người có giấy tờ gốc sở hữu. Kể từ thời điểm 01 tháng 7 năm 2004 (thời điểm có hiệu lực của nghị quyết 23/2003/QH11) tức hơn 27 năm sau quyết định 111/CP thì chính sách cải tạo nhà đất diện 2/IV chấm dứt, chính quyền các cấp không còn tiến hành thủ tục kiểm tra, làm văn bản gửi cơ quan công an để xác minh nhà diện 2/IV.
Đã có nhiều cách đánh giá khác nhau tuỳ theo đối tượng, tuỳ theo khía cạnh, tuỳ theo thời kỳ lịch sử. Có nhiều quan điểm khác nhau theo thời kỳ, theo đối tượng phổ biến. Theo nhà nước Việt Nam, đây là thành công tạo ra động lực mới của cách mạng. Nghị quyết số 26-NQ/TW ngày 12 tháng 3 năm 2003 của Ban Chấp hành Trung ương Đảng, tại Hội nghị lần thứ VII (phần 2) Ban chấp hành Trung ương Đảng (khóa IX) đánh giá "Chính sách đất đai là chính sách lớn, hệ trọng, mang tính tổng hợp cả về kinh tế và chính trị - xã hội, được Đảng, Nhà nước và nhân dân ta rất quan tâm. Giải quyết đúng đắn chính sách đất đai sẽ tạo thêm động lực, góp phần quan trọng để đạt được những thành tựu to lớn của sự nghiệp cách mạng nước ta". Đến năm 2003 vấn đề nhà 2/IV được xem là phức tạp, nóng và nhạy cảm.
Việc thực hiện tước đoạt công khai nhưng không được báo chí đưa tin rộng rãi cũng như bàn bạc vì có thể đây được xem là đề tài phạm húy, nhạy cảm. Người dân không được bàn bạc và tham khảo ý kiến về chính sách trưng thu nhà 2/IV và không dám bàn bạc vì có thể liên lụy. Một số kiều bào cho rằng tài sản của họ được nhà nước bảo hộ, kể cả tài sản do thừa kế họ tin rằng Nghị quyết HR 415 do bà Loretta Sanchez và Dân biểu Burton (đảng Cộng hòa) bang Indiana đứng tên ký chung đòi nhà cầm quyền Việt Nam hiện hữu phải trả lại nhà cửa, đất đai cùng bồi thường thiệt hại cho những người Việt Nam di tản đã bỏ nước ra đi năm 1975 và những năm sau này sẽ đem lại cho họ một nguồn lợi khi thị trường bất động sản tăng cao hoặc đem lại chỗ ở khi họ về quê dưỡng già hoặc đem lại cho họ niềm an ủi khi lấy lại tài sản của ông cha với nhiều kỷ niệm tuổi thơ bất hạnh.

## Xử lý hệ luỵ
Trên nguyên tắc rà soát, bổ sung hoàn thiện thủ tục, làm phù hợp với các khái niệm, phạm trù pháp luật mới, không bàn lại chuyện cũ hay còn gọi là các tồn tại do lịch sử để lại, cho qua phần bị sót, cho hẳn phần chưa lấy, cho luôn phần đã cho, hợp thức hóa tồn tại, không cho kiện, nhanh chóng xác lập sở hữu nhà nước, chuyển sang sở hữu tư nhân cho đương sự sử dụng (thông qua nghị định 61), đẩy nhanh tiến độ, chuyển tranh chấp tài sản giữa tập thể với nhà nước sang cá nhân với nhà nước hoặc tranh chấp cá nhân trong nước và cá nhân ngoài nước.
Lý do xét thấy, trong sự nghiệp đấu tranh giải phóng dân tộc, tiến hành cách mạng dân tộc dân chủ nhân dân và cách mạng xã hội chủ nghĩa, Nhà nước đã ban hành và tổ chức thực hiện các chính sách về quản lý nhà đất và chính sách cải tạo xã hội chủ nghĩa có liên quan đến nhà đất. Các chính sách này xuất phát từ điều kiện và hoàn cảnh cụ thể của Cách mạng trong từng thời kỳ và mang tính lịch sử, góp phần vào việc thực hiện thắng lợi công cuộc xây dựng và bảo vệ Tổ quốc Việt Nam xã hội chủ nghĩa.
Quốc hội kêu gọi đồng bào trong nước và kiều bào ở nước ngoài vì lợi ích chung của toàn dân tộc, đồng tình ủng hộ và thực hiện nghiêm chỉnh Nghị quyết của Quốc hội, coi đây là sự đóng góp thiết thực vào sự nghiệp ổn định và phát triển đất nước.
Thực tế có một số trường hợp nhà diện 2/IV khi cơ quan Nhà nước tiến hành quản lý, sử dụng nhà ở đã không làm các thủ tục giao nhận, không ra quyết định quản lý, có trường hợp xử lý sai so với chính sách lúc đó. Nhưng đến tháng 7 năm 1991 Nhà nước Việt Nam xác lập quyền sở hữu nhà nước với các nhà do nhà nước đang quản lý với lý do là "để ổn định hiện trạng nhà ở sau cải tạo và đưa công tác quản lý đi vào nề nếp" (Thông tư số 383/BXD-ĐT ngày 5 tháng 10 năm 1991 của Bộ Xây dựng).
Ở Việt Nam có một khoảng cách khá xa về thủ tục, thể chế hành chính và nhất là vấn đề tố tụng hành chính (Contentieux administratif) trước tòa án có thẩm quyền khi có tranh chấp xảy ra giữa một bên là chủ thể hoặc cá nhân, và bên bị kiện là cơ quan quản lý hành chính đã có quyết định mà nội dung của quyết định nầy đã gây ra thiệt hại vật chất cụ thể cho cá nhân, chủ thể. Hiện nay, pháp lệnh giải quyết các vụ án hành chính chỉ cho phép bên thiệt hại được quyền khiếu kiện trước tòa án chín loại quyết định hành chính và hành vi hành chính mà thôi; trong khi đó, tại các nước thành viên WTO công dân và chủ thể kinh doanh có quyền khiếu kiện tất cả các loại quyết định hành chính và hành vi hành chính của cơ quan công quyền, nếu các mệnh lệnh hành chính nầy gây thiệt hại vật chất cho họ. Tại Việt Nam, khi không còn một tòa án nào khác nhận xét xử để bảo vệ quyền lợi cho chủ thể nầy vì bên bị kiện là cơ quan quản lý nhà nước, thì chỉ có tòa án hành chính mới có thẩm quyền thụ lý, xét xử mà thôi.

### Văn bản pháp quy

#### Năm 1991
Theo điều 1 của quyết định số 297-CT ngày 2 tháng 10 năm 1991 của Chủ tịch Hội đồng Bộ trưởng,: "Nhà ở do Nhà nước đang quản lý, sử dụng theo chính sách cải tạo về nhà ở (Nghị định số 19-CP ngày ngày 29 tháng 6 năm 1960, Nghị định số 24-CP ngày 13 tháng 2 năm 1961 của Hội đồng Chính phủ và các văn bản hướng dẫn do cấp Bộ ban hành áp dụng cho các tỉnh phía Bắc, quyết định số 111-CP ngày 14 tháng 4 năm 1977 Quyết định số 305-CP ngày 17 ngày 11 tháng 1977 của Hội đồng Chính phủ và các văn bản hướng dẫn do cấp Bộ ban hành áp dụng cho các tỉnh phía Nam) bao gồm toàn bộ nhà ở đã có hoặc chưa có quyết định quản lý của Ủy ban nhân dân cấp có thẩm quyền, nhưng đã bố trí sử dụng, là nhà ở thuộc sở hữu Nhà nước".

#### Năm 2003
Nhà nước không thừa nhận việc đòi lại nhà đất mà Nhà nước đã quản lý, bố trí sử dụng trong quá trình thực hiện các chính sách quản lý nhà, đất và cải tạo XHCN trước 1/7/1991; đồng thời sẽ hoàn thành thủ tục pháp lý về sở hữu toàn dân đối với các loại nhà, đất mà Nhà nước đã quản lý, bố trí sử dụng khi: cải tạo nhà đất cho thuê; cải tạo công thương nghiệp tư bản tư doanh có liên quan trực tiếp đến nhà đất; quản lý nhà, đất của các tổ chức, cá nhân (diện 2/IV) ở các tỉnh, thành phía Nam sau ngày 30/4/1975; quản lý nhà vắng chủ; quản lý nhà, đất trong từng thời điểm nhất định và nhà, đất của các đoàn hội, tôn giáo; quản lý nhà, đất của những người di tản, chuyển vùng hoặc ra nước ngoài. Đây là nội dung được thể hiện trong Nghị quyết về nhà, đất do Nhà nước đã quản lý, bố trí sử dụng trong quá trình thực hiện các chính sách quản lý nhà, đất và cải tạo XHCN trước 1/7/1991, theo kế hoạch việc thực hiện Nghị quyết phải được hoàn thành trong thời hạn 5 năm (từ 1/7/2004) với tinh thần khẩn trương, tiết kiệm.
- Điều 2 Nghị quyết 23/2003/QH11 ngày ngày 26 tháng 11 năm 2003 của Quốc hội khóa XI về nhà đất do Nhà nước đã quản lý, bố trí sử dụng trong quá trình thực hiện các chính sách quản lý nhà đất và chính sách cải tạo xã hội chủ nghĩa trước ngày 1 tháng 7 năm 1991 bao gồm các đối tượng: 1- Cải tạo nhà đất cho thuê; 2- Cải tạo công thương nghiệp tư bản tư doanh có liên quan trực tiếp đến nhà đất; 3- Quản lý nhà đất của các tổ chức, cá nhân (diện 2/IV) ở các tỉnh thành phố phía Nam sau ngày giải phóng (30/04/1975); 4- Quản lý nhà đất vắng chủ; 5- Quản lý nhà đất của những người di tản, chuyển vùng hoặc ra nước ngoài thì việc đòi lại nhà đất không thể thực hiện được.
- Theo điều 1: Nhà nước không xem xét lại chủ trương, chính sách và việc thực hiện các chính sách về quản lý nhà đất và chính sách cải tạo xã hội chủ nghĩa liên quan đến nhà đất đã ban hành trước ngày 1 tháng 7 năm 1991.
- Nhà nước không thừa nhận việc đòi lại nhà đất mà Nhà nước đã quản lý, bố trí sử dụng trong quá trình thực hiện các chính sách về quản lý nhà đất và chính sách cải tạo xã hội chủ nghĩa liên quan đến nhà đất.

#### Năm 2005
Xem xét giải quyết nhà 2/IV sau mốc ngày 18/5/2000, nhà diện 2/IV mà Nhà nước chưa có quyết định quản lý bằng văn bản hoặc chưa bố trí sử dụng sau ngày 18 tháng 5 năm 2005 là một trong 5 trường hợp được xem xét giải quyết theo Nghị quyết 755/2005/NQ-UBTVQH11 của Ủy ban thường vụ Quốc hội.

### Thực hiện xử lý
Nghị quyết 755/2005/NQ-UBTVQH11 của Ủy ban thường vụ Quốc hội có thể là cơ sở pháp lý quan trọng để giải quyết dứt điểm các tồn đọng nhà đất kéo dài trong nhiều năm qua mặc dù đây chưa phải là văn bản luật mà chỉ là dạng Nghi quyết của một Ủy ban song tính chất pháp lý của nó so với các Quyết định của Chính phủ, Bộ Xây dựng, Ủy ban nhân dân các cấp trong việc điều chỉnh tước đoạt tài sản, tranh chấp tài sản ở tầm quốc tế là cao hơn nhiều.
Trình bày về vấn đề nhạy cảm này, Bộ trưởng Bộ Xây dựng Nguyễn Hồng Quân cho hay trong những năm 1959-1991 ở miền Bắc và 1977-1991 ở miền Nam, Nhà nước đã ban hành trên 40 văn bản, chính sách quản lý nhà đất, chính sách cải tạo liên quan tới nhà đất. Tổng cộng hơn 6,8 triệu m2 nhà đất đã được các cơ quan trung ương, địa phương đưa vào quản lý. Trong số này, 2,2 triệu m2 đã được bán lại cho người đang ở thuê, và đang được sử dụng ổn định. Quỹ đất Nhà nước đã đưa vào diện quản lý thuộc nhiều loại như diện xuất cảnh hợp pháp, nhà đất vắng chủ, diện cải tạo công thương, diện trưng dụng, mượn, trưng mua...
- Về đất đai đến năm 1980 chỉ còn hình thức sở hữu đất đai toàn dân do đó đất đai của nhà diện 2/IV cũng bị điều chỉnh theo hiến pháp.
- Về mặt thủ tục hành chính, diện nhà 2/IV bao gồm cả nhà đã có quyết định và nhà chưa có quyết định quản lý của Nhà nước (vì do các nguyên nhân khách quan, thời kỳ đó nhiều nhà thuộc diện cải tạo đã giao Nhà nước, nhưng Ủy ban nhân dân cấp tỉnh chưa ra quyết định quản lý).
- Về mặt thủ tục quản lý, hầu hết diện nhà 2/IV đã chuyển sang ngành nhà đất quản lý cho thuê, nhưng cũng có những nhà do cũ nát nên ngành nhà đất không trực tiếp quản lý mà giao cho các bộ đang ở tự quản lý sử dụng không phải trả tiền thuê nhà, những nhà trong diện cải tạo, nhưng trước đây các cơ quan Nhà nước thuê, mượn của tư nhân, đến khi có chính sách cải tạo đã không báo cho ngành nhà đất biết để làm thủ tục quản lý, những nhà không do chủ sở hữu mà do đại diện của chủ sở hữu làm thủ tục giao nhà cho Nhà nước...Hầu hết nhà ở diện 2/IV do Nhà nước quản lý đều đã hoàn tất các thủ tục kê khai, bàn giao và Nhà nước đã ra quyết định quản lý trước ngày 1 tháng 7 năm 1991.
- Tiếp tục tước đoạt quyền sở hữu, gấp rút rà soát: Kể từ ngày 1 tháng 7năm 1991 các loại nhà nêu trên được thống kê đăng ký vào danh mục quỹ nhà ở thuộc sở hữu Nhà nước và người sử dụng nhà (cá nhân, tổ chức kinh tế, xã hội, cơ quan Nhà nước) phải ký hợp đồng thuê với cơ quan quản lý nhà.[8]

- Không bàn chuyện cũ (còn gọi là vấn đề lịch sử): theo thông tư số 383/BXD-ĐT ngày ngày 5 tháng 10 năm 1991 của Bộ Xây dựng thì sau ngày 1 tháng 7 năm 1991, ủy ban nhân dân các cấp không xem xét lại việc cải tạo trước đây đúng hay sai nữa., trừ trường hợp chủ sở hữu đã có đơn thư khiếu nại từ trước ngày ngày 1 tháng 7 năm 1991 và hiện nay (năm 1991) đang quá khó khăn về nhà ở thì ủy ban nhân dân cấp tỉnh cần xem xét từng trường hợp cụ thể và căn cứ vào khả năng của địa phương để giúp đỡ họ, trước hết cho các diện có công với Cách mạng, cán bộ hoạt động kháng chiến, gia đình chính sách...
- Cho luôn phần chưa lấy: bằng cách Cấp giấy chứng nhận quyền cho nhà 2/IV người diện 2/IV theo điểm 3 mục 1 Chính sách đối với nhà cải tạo của Thông tư số 383/BXD-ĐT ngày ngày 5 tháng 10 năm 1991 của Bộ Xây dựng thì: "Diện tích để lại cho chủ nhà sau cải tạo là diện tích thuộc quyền sở hữu của họ. ủy ban nhân dân cấp có thẩm quyền quy định tại Điều 11 Pháp lệnh nhà ở cấp cho chủ nhà giấy chứng nhận quyền sở hữu đối với diện tích đã để lại cho họ."
- Cho luôn phần đã cho: Theo điểm 6 mục 1 Chính sách đối với nhà cải tạo của Thông tư số 383/BXD-ĐT ngày ngày 5 tháng 10 năm 1991 của Bộ Xây dựng thì: "Khi thực hiện chính sách cải tạo, một số cá nhân thuộc bộ máy cai trị của ngụy quân, ngụy quyền và đảng phái phản động (thường gọi tắt là diện 2/IV) sau khi giao nhà của mình cho Nhà nước quản lý đã được Nhà nước bố trí diện tích thuộc sở hữu nhà nước để ở, thì ủy ban nhân dân cấp có thẩm quyền quy định tại điều 11 Pháp lệnh nhà ở cấp cho các cá nhân nói trên giấy chứng nhận quyền sở hữu đối với diện tích đã bố trí cho họ."
- Hợp thức hóa tồn tại: Theo điểm 5 mục 1 Chính sách đối với nhà cải tạo của Thông tư số 383/BXD-ĐT ngày 5 tháng 10 năm 1991 của Bộ Xây dựng thì nhà ở trong diện cải tạo ở các tỉnh phía Nam, nhưng chủ sở hữu đã bán cho người khác trước ngày ban hành quyết định số 111-CP ngày ngày 14 tháng 4 năm 1977 thì xét cấp cho người mua giấy chứng nhận quyền sở hữu đối với nhà họ đã mua, sau khi đã hoàn tất các thủ tục mua bán theo quy định của Pháp lệnh nhà ở. Đến năm 2005 Chính phủ đã có nghị định 127 ngày 10 tháng 10 năm 2005 và Bộ Xây dựng đã có thông tư số 19 ngày 01 tháng 12 năm 2005 để hướng dẫn các nghị quyết trên. Ủy ban nhân dân thành phố Hồ Chí Minh đang chuẩn bị ban hành chỉ thị và kế hoạch để triển khai các văn bản này trên địa bàn Thành phố. Khi Ủy ban nhân dân thành phố Hồ Chí Minh ban hành kế hoạch và chỉ thị trên thì sẽ có hướng dẫn hợp thức hóa nhà diện 2/IV.[9]
- Chuyển sang sở hữu tư nhân cho đương sự sử dụng (thông qua nghị định 61)
- Đẩy nhanh tiến độ, tạo việc đã rồi: lý giải cho nghị quyết này, Chính phủ Việt Nam cho biết suốt 12 năm qua, việc bán nhà diễn ra rất chậm, chỉ đạt 45%.
- Chuyển đổi đối tượng tranh chấp: Từ ngày 1 tháng 09 năm 2006, sẽ đi vào hiệu lực Nghị quyết số 1037/2006/NQ-UBTVQH11 về giao dịch dân sự về nhà ở được xác lập trước ngày 01 tháng 07 năm 1991 có người Việt Nam định cư ở nước ngoài tham gia. Từ đây tranh chấp nhà đất diện 2/IV sẽ là tranh chấp giữa các cá nhân và Nhà nước không còn trách nhiệm.

Do hoàn cảnh lịch sử, việc thực hiện các chính sách trên đã để lại nhiều vấn đề tồn đọng, nhưng chưa có cơ sở pháp lý để giải quyết dứt điểm. Trong khi đó, các văn bản luật ban hành thời gian gần đây đã công nhận và bảo vệ quyền sở hữu nhà, quyền sử dụng đất của công dân. Giá trị nhà đất lại tăng cao, làm nóng lên tình hình khiếu nại. Thống kê sơ bộ hiện có gần 2.500 khiếu nại liên quan tới vấn đề này. Một số trường hợp đã được cơ quan có thẩm quyền giải quyết trả lại nhà đất cho chủ cũ. Việc này chỉ có ý nghĩa với từng trường hợp cụ thể, song lại tạo nên sự so sánh với các trường hợp nhà đất khác.
Để giải quyết dứt điểm tình hình này, đang có nhiều ý kiến khác nhau. Nhưng theo Chính phủ, không thể lật lại việc thực hiện các chính sách nhà đất đã ban hành hàng chục năm trước đây, bởi không có căn cứ pháp lý và cũng không khả thi.
Ủy ban Thường vụ Quốc hội cho rằng việc giải quyết các vấn đề tồn đọng về nhà đất là một việc phức tạp, nhạy cảm nên Nghị quyết chỉ quy định những vấn đề có tính nguyên tắc, từng trường hợp cụ thể giao Ủy ban Thường vụ Quốc hội quy định và Chính phủ hướng dẫn, tổ chức thực hiện. Sau khi Nghị quyết có hiệu lực, các vấn đề liên quan đến diện tích nhà đất khác không thuộc phạm vi điều chỉnh của Nghị quyết này sẽ được xem xét, giải quyết theo Bộ luật Dân sự, Luật Đất đai, Nghị quyết của Ủy ban Thường vụ Quốc hội về giao dịch dân sự về nhà ở được xác lập trước 1/7/1991.

## Khiếu nại
Từ năm 1997 đến nay, tình hình khiếu nại, tố cáo của công dân có chiều hướng gia tăng, diễn biến phức tạp. Số vụ việc phát sinh năm 1997 là 175.179 vụ, tăng 16,95%; năm 1998 là 194.887 vụ, tăng 11,25%; năm 1999 là 180.492 vụ, giảm 7,39%; năm 2000 là 191.344 vụ, tăng 6,01%. Từ đầu năm 2001 đến nay, tình hình khiếu nại, tố cáo của công dân giảm hơn so với cùng kỳ năm trước, tuy nhiên tính chất còn phức tạp, chủ yếu là khiếu kiện đòi được cấp lại đất cũ và mức đền bù thiệt hại về đất bị thu hồi; tố cáo cán bộ địa phương vi phạm pháp luật, tham nhũng, tiêu cực; tranh chấp đất đai trong nội bộ nhân dân; các khiếu kiện trên gắn liền với các vấn đề xã hội phức tạp khác, nhiều vụ việc có nội dung và tính chất phức tạp, do lịch sử để lại diễn ra khá lâu nên việc giải quyết gặp nhiều khó khăn. Ở các tỉnh Nam bộ tình trạng khiếu kiện đòi lại đất cũ, tranh chấp đất trong nội bộ nhân dân, giữa dân với các nông, lâm trường, cơ quan, đơn vị quân đội, xảy ra ở nhiều nơi, có nơi rất gay gắt. Nhiều địa phương xảy ra khiếu kiện tranh chấp đất đai rất phức tạp giữa chủ cũ và chủ mới, cá biệt chuyển nhượng trái phép cho người khác nên người có đất cũ trước đây thắc mắc khiếu kiện đòi lại. Việc khiếu kiện đòi lại nhà do Nhà nước quản lý thuộc diện cải tạo, nhà vắng chủ trước đây cũng diễn ra gay gắt, chiếm tỷ lệ 8%, tập trung tại một số đô thị lớn như Hà Nội, Hải Phòng, Đà Nẵng, thành phố Hồ Chí Minh, Cần Thơ.
Đây là một trong các vấn đề có liên quan đến vấn đề hòa giải dân tộc, ngoài yếu tố vật chất, tinh thần thì thành kiến cũng là trở ngại để giải quyết vấn đề tồn đọng nhà diện 2/IV cũng như sự thoái hóa biến chất của một số cán bộ, sự tham lam, tiêu cực trong hóa giá nhà 61, mua biệt thự của nhà công vụ vốn có nguồn gốc từ nhà 2/IV cũng làm một số người phải băn khoăn khi nhìn về quá khứ.

### Khó khăn khi giải quyết
Chính sách, pháp luật của Nhà nước Việt Nam đang trong quá trình hoàn thiện nên thiếu đồng bộ, lại thay đổi, bổ sung, sửa đổi nhiều, làm khó khăn trong thực hiện, khi có Luật đất đai, đất được cấp có thẩm quyền giao cho người khác sử dụng và họ đã sử dụng ổn định, người có đất cho thuê, cho mượn... trước đây đòi được giải quyết cho họ sử dụng đất cũ. Khiếu kiện loại này diễn ra phức tạp, nhất là ở các tỉnh phía Nam.
Về thẩm quyền giải quyết khiếu nại, tố cáo tập trung cho Chủ tịch Ủy ban nhân dân các cấp, thực hiện cơ chế uỷ quyền giải quyết khiếu nại, chuyển trả đơn, về thụ lý các vụ việc thuộc thẩm quyền cấp dưới khi quá thời hạn giải quyết, việc xem xét các khiếu nại khi đã có quyết định giải quyết cuối cùng nảy sinh khá nhiều vướng mắc và lúng túng cần phải được nghiên cứu sửa đổi, bổ sung về pháp luật. Trình tự, thủ tục, thẩm quyền giải quyết khiếu nại giữa Luật khiếu nại, tố cáo là luật khung với các luật về nội dung còn mâu thuẫn dẫn đến thiếu thống nhất trong giải quyết.

### Dân chủ tăng, khiếu nại tăng
Thực hiện công cuộc đổi mới, Đảng, Nhà nước Việt Nam có nhiều chủ trương và chính sách cởi mở nên đã xuất hiện nhiều khiếu nại có liên quan đến lịch sử trước đây như xin lại nhà thuộc diện cho thuê, nhà cải tạo công thương nghiệp, tư bản tư doanh, nhà vắng chủ, nhà quản lý, nhà thuộc diện 2/IV... Các khiếu kiện này phức tạp, bức xúc; quá trình nhiều năm trước đây cũng như hiện nay chưa có chủ trương và giải pháp để giải quyết nên việc xử lý của các ngành, các địa phương gặp khó khăn, lúng túng. Trong lúc đó các đối tượng này lại đòi hỏi phải giải quyết khẩn trương và dứt điểm. Chính phủ đã có đề án trình Bộ Chính trị và Ủy ban thường vụ Quốc hội cho ý kiến để xử lý các vụ việc khiếu kiện này.

### Kết quả giải quyết thấp
Kết quả và chất lượng giải quyết ở cơ sở còn thấp, làm cho người dân thiếu tin tưởng, không ít trường hợp cán bộ cơ sở bảo thủ, xem thường khiếu kiện của nhân dân, làm cho vụ việc từ đơn giản trở thành phức tạp do thiếu đối thoại trực tiếp với dân, làm rõ đúng sai, giải quyết triệt để các nội dung khiếu kiện của dân. Ngoài ra cơ chế "người bị kiện cũng là người xử kiện" cũng làm trầm trọng thêm khó khăn của người dân trong khi khiếu nại.